# 珍珠石
珍珠石（英語：Nacrite）是一種頁矽酸鹽礦物，屬於黏土礦物的一種，其化學是為Al
2(Si
2O
5)(OH)
4，與高嶺石、禾樂石、狄克石為同質異形體。屬於單斜晶系，需要透過X射线衍射仪（XRD）分析來進行鑑定。

## 發現及命名
珍珠石首次於1807年年在德國薩克森被紀錄。其名稱來自珍珠母（nacre），由於塊狀珍珠石表面呈現的暗淡光澤，散射光線並帶有輕微的虹彩，類似於牡蠣所分泌珍珠母的虹彩。

## 形成
珍珠石的形成主要跟熱液作用有關，常與高嶺石、狄克石、雲母等礦物共生。